# 小行星8671
小行星8671（英語：8671）是一颗围绕太阳公转的小行星。1991年8月5日，亨利·E·霍爾特在帕洛马山发现了此天体。
这颗小行星的绝对星等为53.59736753291227等。